# Hyakki Yako

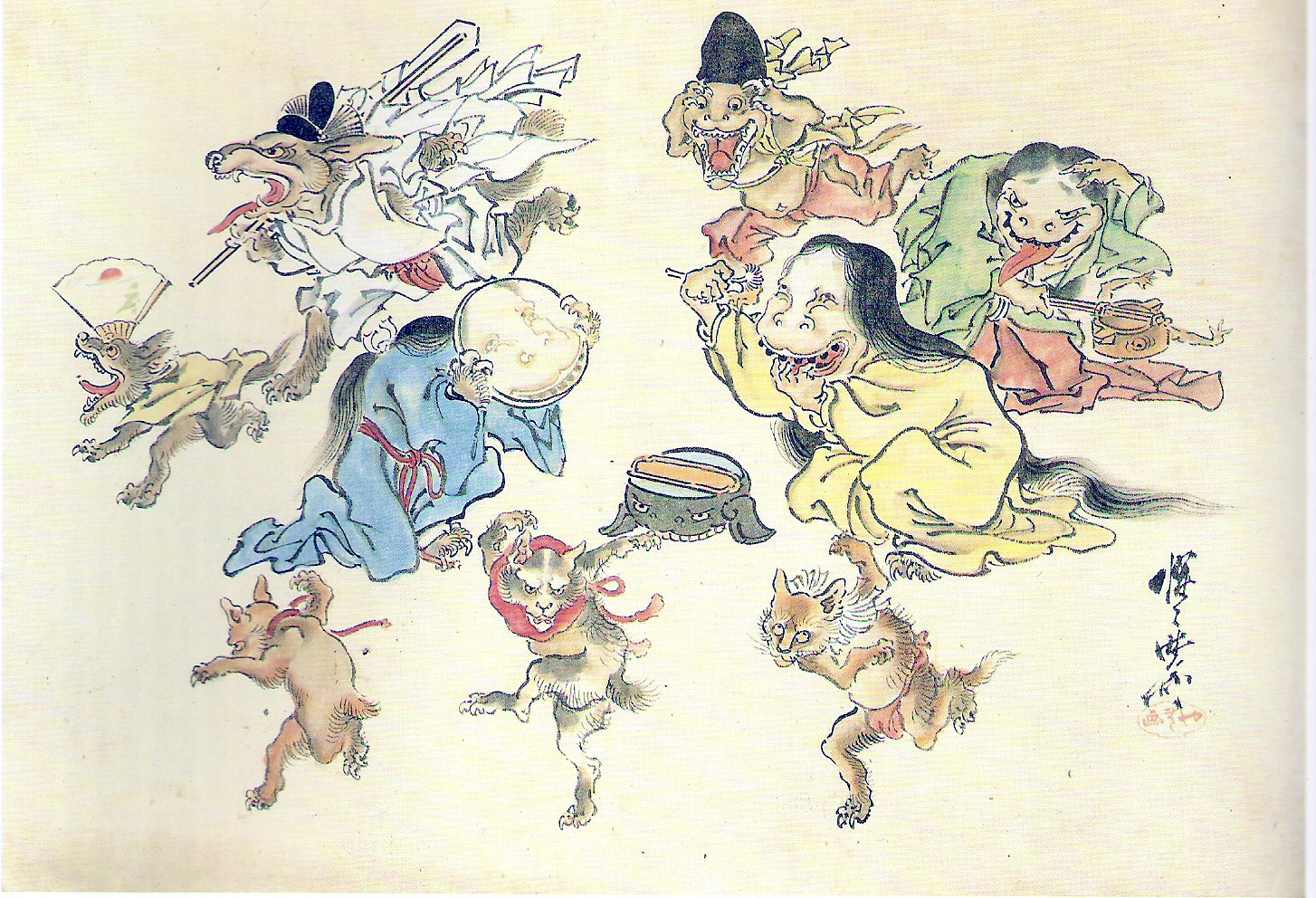
"Hyakki Yako" de Kawanabe Kyosai, al Museu Britànic

El Hyakki Yako (百鬼夜行; lit. "Desfilada nocturna de cent dimonis") era una creença folklòrica japonesa. Aquesta creença considera que cada any els yōkai, éssers sobrenaturals japonesos, surten al carrer durant les nits d'estiu. Qualsevol que s'ensopegui amb la processó morirà, llevat que estigui protegit per algun sutra budista. El joc Hyakumonogatari Kaidankai estava basat en aquesta tradició.
Va ser un tema popular a les arts plàstiques japoneses. Un exemple primerenc és el famós rotlle Hyakki Yakō Zu (百鬼夜行図) del segle xvi, atribuït a Tosa Mitsunobu, al Shinju-an de Daitoku-ji, Kyoto. Altres obres notables amb aquest motiu són les de Toriyama Sekien (Gazu Hyakki Yakō) i Utagawa Yoshiiku. Aquests treballs sovint són més aviat humorístics que no pas terrorífics.